# Vaszuszarmasz
Vaszuszarmasz (U̯ašušarmaš) Tabaal királyság uralkodója volt az i. e. 8. század második felében. Több névalakja ismert, attól függően, hogy milyen nyelvű dokumentum említi. Vaszu-Szarruma (hettita u̯ašu-šarruma), Vaszu-Samas és Vasszurme (asszír Wasu-Šamaš és Wassurme), Vaszuarme (arameus Vasuarme). III. Tukulti-apil-ésarra évkönyveiben többször említésre kerül az i. e. 738 és 730 közti hadjáratai kapcsán.
Székhelyét valószínűleg Tarhuntasszaszban tartotta, az ősként megjelölt Hartapu városában. Nagy kiterjedésű birodalmat kormányzott, hiszen Tarhuntasszasz és Tabaal között terült még el Tuvana királysága is, ezenkívül feliratai alapján még a harráni Szarvativarasz (Šarwatiwaraš) is a vazallusa volt. Szarvativarasz a sultanhanı emlékmű feliratán emlékszik meg uráról. Harrán ekkor jelentős szerepet töltött be az észak-szíriai és kelet-anatóliai térségben, így például Bar-rakib szamali király is a harráni Baált említi feliratain.
Vaszuszarmasztól több epigrafikus emlék is fennmaradt, így a Topada-felirat, a Sivasa-felirat és a kayseri-sztélé. Ezeken luvi (hieroglif írással) és hettita (ékírással) feliratok olvashatók. A Topada-felirat megerősíti, hogy a hettita birodalmi mintájú nagykirály és Hős címeket viselte, valamint egy Tuvatisz nevű nagykirály fia.
Vaszuszarmasz valószínűleg valamelyik asszír hadjárat következtében vesztette el trónját. Utódja bizonytalan. Valamikor i. e. 730 utánról ismert egy Hili nevű uralkodó, de személye bizonytalan. Ugyanebben az időben a bor-sztélé alapján Tuvanában Varpalavasz önállóan uralkodott, de lehet, hogy Tabaal királya is volt.